# Донаг'ю (Айова)
Донаг'ю (англ. Donahue) — місто (англ. city) в США, в окрузі Скотт штату Айова. Населення — 335 осіб (2020).

## Географія
Донаг'ю розташований за координатами 41°41′29″ пн. ш. 90°40′28″ зх. д. / 41.69139° пн. ш. 90.67444° зх. д. (41.691439, -90.674558).  За даними Бюро перепису населення США в 2010 році місто мало площу 0,90 км², уся площа — суходіл.

## Демографія
Згідно з переписом 2010 року, у місті мешкало 346 осіб у 124 домогосподарствах у складі 97 родин. Густота населення становила 386 осіб/км².  Було 127 помешкань (142/км²).
Расовий склад населення:
| - 98,8 % — білих - 0,3 % — чорних або афроамериканців |

До двох чи більше рас належало 0,9 %. Частка іспаномовних становила 0,9 % від усіх жителів.
За віковим діапазоном населення розподілялося таким чином: 30,9 % — особи молодші 18 років, 60,4 % — особи у віці 18—64 років, 8,7 % — особи у віці 65 років та старші. Медіана віку мешканця становила 35,4 року. На 100 осіб жіночої статі у місті припадало 89,1 чоловіків;  на 100 жінок у віці від 18 років та старших — 99,2 чоловіків також старших 18 років.
Середній дохід на одне домашнє господарство  становив 81 907 доларів США (медіана — 78 750), а середній дохід на одну сім'ю — 89 700 доларів (медіана — 81 563). За межею бідності перебувало 4,4 % осіб, у тому числі 2,5 % дітей у віці до 18 років та 0,0 % осіб у віці 65 років та старших.
Цивільне працевлаштоване населення становило 217 осіб. Основні галузі зайнятості: освіта, охорона здоров'я та соціальна допомога — 23,0 %, виробництво — 20,3 %, роздрібна торгівля — 12,9 %, будівництво — 11,5 %.